# ماریو سیمارو
ماریو سیمارو (به اسپانیایی: Mario Cimarro) (زاده ۱ ژوئن ۱۹۷۱ در هاوانا، کوبا) بازیگر کوبایی است.

## زندگی و حرفه
سیمارو از کوبا به مکزیکو سیتی سفر کرد تا رویای دیرینه خود برای بازیگری را تحقق بخشد و توسط استادان مختلف مورد بررسی قرار گرفت و پس از فارغ‌التحصیلی در رشته تئاتر به سراغ گرفتن نقش آمد.
او با بازی در رومئو و ژولیت شناخته شد و پیشنهادهای مختلفی از آرژانتین، ونزوئلا و کلمبیا بسوی او روانه شدند. او بزودی برای بازی در سریال موفق سفری دیگر دعوت شد که در آن بسیار خوش درخشید.
او دارای یک خواهر به نام ماریا سیمارو و سه سگ و یک گربه است!

## شناخته شدن درایران
او بازی در سریال سفری دیگر به همراه آندرس گارسیا و لورنا روخاس که از شبکه فارسی زبان فارسی ۱ پخش شد و مجموعه تلویزیونی تاوان که از شبکه زمزمه پخش می‌شود شناخته شده‌است.

## فیلم‌شناسی
- (۲۰۰۹) Mar de Amor...Victor Manuel
- (۲۰۰۸) تاوان (مجموعه تلویزیونی)...Hugo de Medina/Alcides de Medina
- (۲۰۰۵) سفری دیگر در نقش سالوادور سرینسا/پدرو خوزه دونوسو
- (۲۰۰۳) Pasion de Gavilanes...Juan Reyes
- (۲۰۰۲) Gata Salvaje...Luis Mario Arismendi
- (۲۰۰۱) Mas que amor frenesi...Santiago Guerrero
- (۲۰۰۰) Amor Latino...Ignacio "Nacho" Domeq
- (۲۰۰۰) La Casa en la Playa...Roberto Villarreal
- (۱۹۹۸) La Usurpadora...Luciano Alcantara
- (۱۹۹۸) La Mujer de mi vida...Antonio Adolfo Thompson Reyes
- (۱۹۹۷) Gente Bien...Gerardo
- (۱۹۹۶) Sentimientos Ajenos...Ramiro